# Ovisaari
Ovisaari är en ö i Finland. Den ligger i sjön Porttipahdan tekojärvi och i kommunen Sodankylä i den ekonomiska regionen Norra Lappland och landskapet Lappland, i den norra delen av landet, 900 km norr om huvudstaden Helsingfors. Öns area är 31,3 hektar och dess största längd är 0,9 kilometer i sydväst-nordöstlig riktning.